# Сандлер, Эдуард Михайлович
Эдуард Михайлович Сандлер (род. 31 октября 1981, Владивосток) — российский баскетбольный тренер и спортивный функционер.

## Биография

### «Спартак-Приморье»
В 2006 году окончил ВГУЭС по специальности «Юриспруденция». В 2007 году основал ООО «СпортМаркетингГрупп», которая занимается проведением спортивных мероприятий в Приморском крае. В 2007 году стал полномочным представителем Ассоциации уличного баскетбола России в ДВФО.
В апреле 2011 года президент РФБ Александр Красненков назначил Сандлера полномочным представителем Российской федерации баскетбола на Дальнем Востоке. В июле 2013 года Сандлер обратился к исполняющей обязанности Президента РФБ Юлии Аникеевой с просьбой снятия с него полномочий представителя РФБ в Дальневосточном федеральном округе.
В свой дебютный сезон в качестве главного тренера баскетбольной команды Сандлер привёл «Спартак-Приморье» к серебряным медалям Суперлиги и бронзовым медалям Кубка России. За 5 лет работы Сандлера клуб выиграл шесть медалей чемпионата и Кубка России (золото Суперлиги 2011, серебро Кубка России 2012, бронза Кубка России 2013 и 2015 и бронза Суперлиги 2014, серебро Суперлиги 2015).
Летом 2015 года Сандлер подал в отставку с главного тренера клуба в связи с невозможностью сформировать команду, способную бороться за медали чемпионата и Кубка страны.

### «Сахалин»
В августе 2015 года Сандлер стал президентом ПСК «Сахалин» и главным тренером баскетбольной команды ПСК «Сахалин». С командой стал чемпионом Суперлиги сезона 2015/2016.

### «Восток-65»
Летом 2018 года Сандлер стал главным тренером нового баскетбольного клуба «Восток-65». Клуб был создан на частные средства инвесторов и стал базироваться в учебно-тренировочном центре «Восток» в Южно-Сахалинске. В начале марта 2020 года стало известно, что и. о. директора БК «Восток-65» Шамиль Абдурахманов расторг контракт с Сандлером перед игрой Кубка России за бронзовые медали

### Выборы президента РФБ
6 августа 2020 года на Конференции региональной спортивной молодёжной общественной организации «Федерация баскетбола Красноярского края», было принято решение выдвинуть Сандлера в качестве кандидата на пост президента РФБ. 10 августа к участию в выборах были допущены 2 кандидата: действующий президент РФБ Андрей Кириленко и Эдуард Сандлер. 20 августа по итогам заочного голосования Кириленко был переизбран на пост президента РФБ: за него свои голоса отдали 109 участников голосования, за Эдуарда Сандлера — 16.

### «Динамо» Владивосток
В декабре 2020 года Сандлер был включён в состав совета спортивного общества «Динамо»На базе спортобщества «Динамо» хотят создать футбольную и баскетбольную команды. Дата обращения: 26 декабря 2020. Архивировано 24 декабря 2020 года.</ref>.

### Уголовное дело
14 апреля 2016 года Эдуард Сандлер был задержан во Владивостоке. Задержание было связано с расследованием дела о не целевом использовании средств баскетбольного клуба «Спартак-Приморье». 16 апреля решением Фрунзенского районного суда Владивостока Сандлер был помещён на два месяца под домашний арест и подписку о невыезде. 25 мая, Фрунзенский районный суд принял решение отпустить Сандлера из-под домашнего ареста под залог в 1 миллион рублей. В июле расследование уголовного дела было завершено и направлено в суд для рассмотрения по существу. По версии следствия, Сандлер, представил в департамент физической культуры и спорта Приморского края заведомо ложный регламент спортивных соревнований по баскетболу сезона 2013—2014 годов и предоставил подложные документы, содержащие недостоверные сведения о понесенных спортивным клубом расходах. В противоправную деятельность обвиняемый Сандлер вовлёк соучастницу, которая оказывала ему бухгалтерские услуги по соглашению. Ущерб составил 6 176 000 рублей. 29 июля суд признал Сандлера виновным в совершении преступления, предусмотренного ч.4 ст.159.2 УК РФ и приговорил его к 2 годам лишения свободы в исправительной колонии общего режима. 20 сентября жалоба Сандлера была объдинена. 11 октября 2017 года прошение Сандлера об условно-досрочном освобождении было удовлетворено.

### Нападение на Антона Мухина
9 апреля 2025 года Сандлер избил 19-летнего игрока ФК «Динамо» (Владивосток) Антона Мухина. Инцидент произошёл, когда Сандлер находился на восстановительном мероприятии команды в бане, не разрешив Мухину сесть рядом с собой на свободное место в парной, мотивировав это тем, что футболист с ним не поздоровался. Сандлер ударил футболиста по лицу, затем, на выходе и нанес еще 4 удара: 2 по лицу и 2 по спине. Мухин был госпитализирован, ему был поставлен диагноз «сотрясение головного мозга. Дисторсия шейного отдела позвоночника. Ушиб мягких тканей левой окологлазничной области». Мухин написал на Сандлера заявление в полицию. 10 апреля 2025 года УМВД РФ по Приморскому краю сообщило о начале проверки по заявлению Мухина.

## Достижения
В качестве тренера
- Чемпион Суперлиги (2): 2015/2016, 2023/2024
- Серебряный призёр Суперлиги: 2014/2015
- Бронзовый призёр Кубка России: 2014/2015